# Річард Графтон

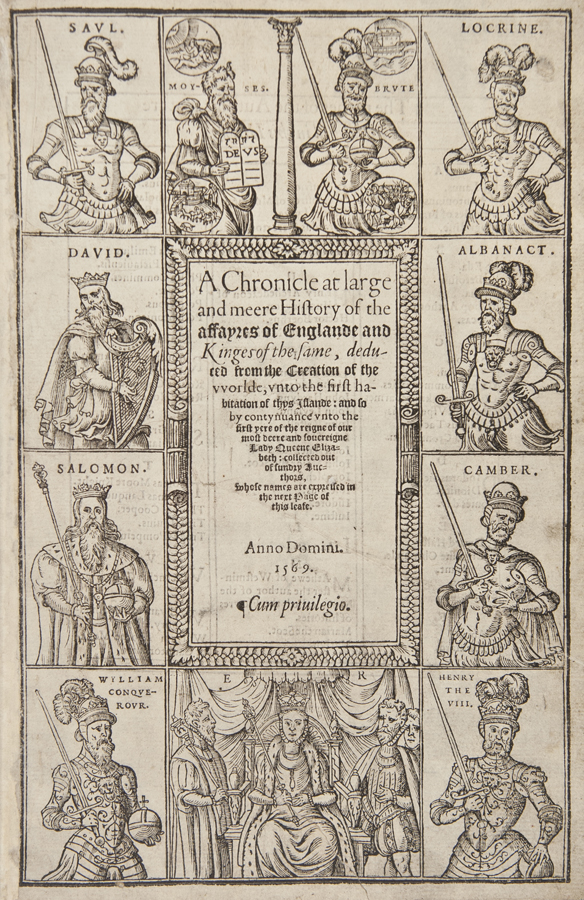
Титульна сторінка «Оглядової хроніки» Графтона (1568—1569)

Річард Графтон (бл. 1506/7 або 1511—1573) — королівський друкар за Генріха VIII та Едуарда VI. Був членом Бакалійної компанії та депутатом від Ковентрі, обраним у 1562-63 роках.

## При Генріху VIII
Разом з Едвардом Вітчерчем, членом Галантерейної компанії, Графтон зацікавився друком Біблії англійською мовою, і зрештою вони стали друкарями та видавцями, радше випадково, ніж за планом. Вони опублікували Євангеліє від Матвея в 1537 році, воно було надруковане за кордоном. У 1538 році вони привезли друкарські верстати та друкарів з Парижа, щоб надрукувати перше видання Великої Біблії.
Вітчерч певний час друкував у партнерстві з Графтоном, який створив свою друкарню в нещодавно переданому домі Францисканського монастиря, і в 1541 році вони отримали спільний ексклюзивний привілей друкувати служебні книги, включаючи Молитовник; трохи пізніше їм було надано привілей на друкування букварів латинською та англійською мовами.
Так трапилось, що у 1541 році Графтона посадили у Флітську в'язницю за друк «підступної[sic] Меланхтонської епістоли», а також був звинувачений Таємною радою у друкуванні балад на захист покійного Томаса Кромвеля. У квітні 1543 року він і сім інших друкарів, серед яких Вітчерч, були відправлені до в'язниці «за друк таких книг, які вважалися незаконними». У випадку Графтона це було за те, що він надрукував Велику Біблію. Він провів шість тижнів у в'язниці і зобов'язувався виплатити 300 фунтів стерлінгів, а також ані не продавати, ані ні друкувати більше жодної Біблії, доки король і духовенство не домовляться про переклад.

## За Едуарда VI і пізніше
Після вступу на престол Едуарда VI Графтон був призначений королівським друкарем, і це дало йому виключне право друкувати всі Акти та Статути. Він обіймав цю посаду шість років, коли після смерті короля надрукував прокламацію про вступ на престол леді Джейн Ґрей, у якій підписався «Друкар королеви». За це він був ув'язнений Марією І. Джон Кавуд став друкарем королеви, і кар'єра Графтона як друкаря закінчилася.
У в'язниці Графтон склав «Короткі хроніки Англії», які опублікував у 1563 році. Вони містять першу опубліковану англійську версію вірша «Thirty Days Hath September …», рукописні версії якого відомі з 15 століття. До цього він додав у 1568—1569 рр. «Оглядову хроніку». Обидві не цінуються високим авторитетом, оскільки їм бракує оригінального матеріалу. Джон Стоу та Графтон посварилися за свої конкуруючі хроніки після того, як Стоу справедливо звинуватив Графтона в копіюванні його власної праці. В «Оглядовій хроніці» він є першим із відомих авторів, який називає Едуарда Вудстоцького (принца Уельського, герцога Корнуольського, принца Аквітанії) «Чорним принцом». Походження назви залишається невизначеним: Графтон вказує, що знайшов його в інших авторів, і не дає докладніших пояснень.
Графтон відіграв важливу роль у створенні та підтримці лондонських лікарень. Він помер у 1573 році, ймовірно, наприкінці квітня або на початку травня, і був похований 14 травня в Крайст-Черч Грейфраєрс (францисканському цвинтарі) у Лондоні залишивши чотирьох синів і одну доньку Джоан, яка вийшла заміж за друкаря Річарда Тоттеля. Відомий пристрій Графтона являв собою дерев'яну конструкцію з перегородками, яку вставляли до бочки, щоб пакувати книжки для транспортування — звідси «graft-tun», приклад ребуса.

## Подальше читання
- Devereux, E. J. (1990). Empty tuns and unfruitful grafts: Richard Grafton's historical publications. Sixteenth Century Journal. 21 (1): 33—56. doi:10.2307/2541131. JSTOR 2541131.